# Al-Manshiyya
Al-Manshiyya är en avfolkad palestinsk by i distriktet Acre i Israel. 
Enligt traditionen skall byn ha bildats efter att korsfararna lämnade Palestina och mamlukerna förde in nordafrikaner för att befolka området. Byn levde på jordbruk. 1945 var 253 dunum upplåtna till banan- och citronodlingar, 10818 dunum för säd och 619 för fruktträd. Sent 1800-tal beskrevs byn vara belägen på bördig mark, med hus byggd av lera och sten. 
Byn drogs in i 1948 års arab-israeliska krig först 6 februari 1948. Den dagen attackerades byn av ett antal beväpnade judar som sköt med automatvapen och kulsprutepistoler vilka dock drevs tillbaka av bybornas motstånd. 
Byn intogs 15 maj 1948 under Operation Ben Ami, en månad senare förklarades byn av Ben-Gurion vara förintad. Judiska immigranter koloniserade sedan platsen, där samhällena Shamrat och Bustan ha-Galil uppfördes. 
Det finns få kvarvarande byggnader från byns historia, så när som på en moské som används som privat hem av en judisk familj och ett Bahai-tempel.